# Cryptopsaras couesii
Cryptopsaras couesii – gatunek ryby głębinowej z rodziny matronicowatych (Ceratiidae), jedyny przedstawiciel rodzaju Cryptopsaras. Występuje we wszystkich oceanach na głębokościach do 3085 m. Samice osiągają do 44 cm długości, samce – do 7,3 cm długości, są seksualnymi pasożytami samic.